# Paroisse de Simonds (comté de Carleton)
Pour les articles homonymes, voir Simonds.
La paroisse de Simonds est à la fois une paroisse civile et un ancien district de services locaux (DSL) canadien du Comté de Carleton au Nouveau-Brunswick. Dans le cadre de la réforme de la gouvernance locale du 1er janvier 2023, le territoire du DSL a été réparti entre les villes de Carleton North et Hartland.

## Toponyme
La paroisse est probablement nommée ainsi en l'honneur de Charles Simonds (en) (1783-1859), président de l'Assemblée législative du Nouveau-Brunswick à la création de la paroisse. À ne pas confondre avec la paroisse de Simonds dans le comté de Saint-Jean, dont le nom a une origine semblable.

## Géographie

### Situation
La paroisse de Simonds est située dans la vallée du fleuve Saint-Jean, à 130 kilomètres de routes au nord-ouest de Fredericton.
La paroisse est limitrophe de Florenceville-Bristol au nord-est, de la paroisse de Wicklow au nord, de la paroisse de Wilmot à l'ouest et de la paroisse de Wakefield au sud. Au-delà du fleuve, à l'est, se trouvent la paroisse de Brighton et la paroisse de Peel. Somerville et Hartland se trouvent à courte distance au sud. Outre Florenceville-Bristol et Hartland, la ville la plus proche est Centreville, au nord-ouest.

### Topographie
La paroisse est située dans les Appalaches. Le principal sommet est la butte Flanagan (220m).

### Villages et hameaux
La paroisse comprend les hameaux de Connell, Saint-Thomas, Simmonds et Strong Corner. Hunters Corner et Wilmot sont séparés entre la paroisse de Simmonds et la paroisse de Wilmot.

## Histoire

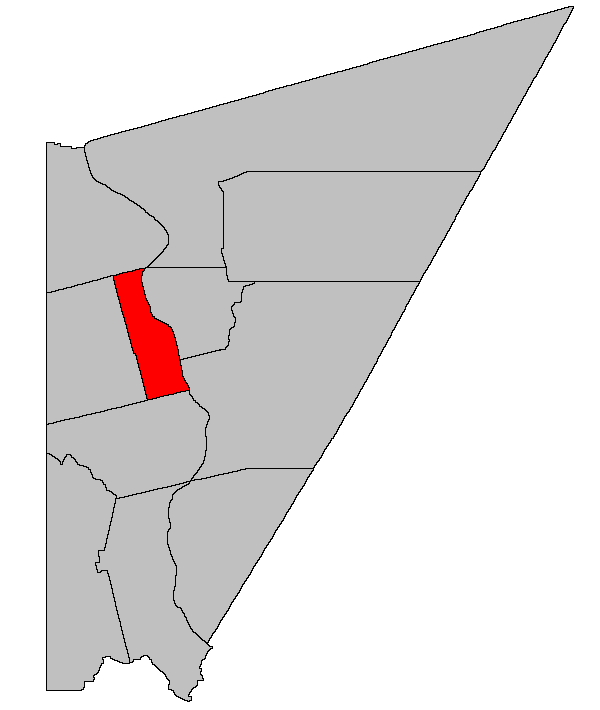
Situation sur une carte des paroisses civiles du comté de Carleton (certains DSL et municipalités ne sont donc pas montrés).

Connell est fondé sous le nom de Presque Isle en 1791 en tant que poste militaire. Les environs sont colonisés vers 1800 par des gens originaires de la basse vallée du fleuve. Des colons originaires de la même région s'établissent ensuite ailleurs dans la paroisse, notamment à Florenceville. Des soldats démobilisés s'établissent en amont de Presquile après 1817. Le poste militaire de Presque Isle est abandonné vers 1822. Les autres localités de la paroisses sont fondées par des colons originaires des premiers établissements.
- 1803: Érection de la paroisse de Wakefield dans le comté d'York.
- 1833: Création du comté de Carleton à partir d'une portion du comté d'York, dont la paroisse de Wakefield. Création de la paroisse de Brighton à partir d'une portion de la paroisse de Wakefield.
- 1842: Création de la paroisse de Simonds[4] à partir d'une portion de la paroisse de Wakefield.
- 1869: Création de la paroisse de Wilmot à partir d'une portion de la paroisse de Simmonds.

La municipalité du comté de Carleton est dissoute en 1966. La paroisse de Simonds devient un district de services locaux en 1967.

## Démographie
| 2001 | 2006 | 2011 | 2016 |
| ---- | ---- | ---- | ---- |
| 567  | 489  | 565  | 473  |

## Économie
Entreprise Carleton, membre du Réseau Entreprise, a la responsabilité du développement économique.

## Administration

### Commission de services régionaux
La paroisse de Simonds fait partie de la Région 12, une commission de services régionaux (CSR) devant commencer officiellement ses activités le 1er janvier 2013. Contrairement aux municipalités, les DSL sont représentés au conseil par un nombre de représentants proportionnel à leur population et leur assiette fiscale. Ces représentants sont élus par les présidents des DSL mais sont nommés par le gouvernement s'il n'y a pas assez de présidents en fonction. Les services obligatoirement offerts par les CSR sont l'aménagement régional, l'aménagement local dans le cas des DSL, la gestion des déchets solides, la planification des mesures d'urgence ainsi que la collaboration en matière de services de police, la planification et le partage des coûts des infrastructures régionales de sport, de loisirs et de culture; d'autres services pourraient s'ajouter à cette liste.

### Représentation et tendances politiques
Nouveau-Brunswick: Simonds fait partie de la circonscription provinciale de Carleton, qui est représentée à l'Assemblée législative du Nouveau-Brunswick par Dale Graham, du Parti progressiste-conservateur. Il fut élu en 1993 puis réélu depuis ce temps.
 Canada: Simonds fait partie de la circonscription électorale fédérale de Tobique—Mactaquac, qui est représentée à la Chambre des communes du Canada par Michael Allen, du Parti conservateur. Il fut élu lors de la 39e élection générale, en 2006, et réélu en 2008.

## Vivre dans la paroisse de Simonds
Le DSL est inclus dans le territoire du sous-district 8 du district scolaire Francophone Nord-Ouest. Les écoles francophones les plus proches sont à Grand-Sault. Cette ville compte aussi un campus du CCNB-Edmundston alors qu'il y a une université à Edmundston même.
Le détachement de la Gendarmerie royale du Canada et le bureau de poste les plus proches sont à Hartland.
Les anglophones bénéficient des quotidiens Telegraph-Journal, publié à Saint-Jean, et The Daily Gleaner, publié à Fredericton. Ils ont aussi accès au bi-hebdomadaire Bugle-Observer, publié à Woodstock. Les francophones ont accès par abonnement au quotidien L'Acadie nouvelle, publié à Caraquet, ainsi qu'à l'hebdomadaire L'Étoile, de Dieppe.

## Culture

### Personnalités
- Albion Roudolph Foster (1875-1945), agriculteur et homme politique, né à Middle Simonds ;
- Heber Harold Hatfield (1885-1952), agriculteur, marchand et homme politique, né à Middle Simonds.